# Верхнее Песчаное (село)
Верхнее Песчаное (укр. Верхнє Піщане) — село,
Песчанский сельский совет,
Сумский городской совет,
Сумская область,
Украина.
Код КОАТУУ — 5910191503. Население по переписи 2001 года составляло 812 человек.

## Географическое положение
Село Верхнее Песчаное находится в 2-х км от города Сумы.
Через село проходит автомобильная дорога Н-07.

## Объекты социальной сферы
- Школа.